# Isolotto di San Martino
L'Isolotto di San Martino è una piccolissima isola di 16.000 metri quadrati, situata nel comune di Monte di Procida a cui si accedeva attraverso uno stretto tunnel ed un pontile, ora dismesso.

## Storia
Probabilmente in passato l'isolotto era collegato a Monte di Procida costituendo un promontorio, che nel 1488 si staccò a causa di qualche evento geologico non determinato con precisione (presumibilmente un maremoto dovuto ai frequenti movimenti tellurici della zona flegrea).
Dal 1917, invece, fu utilizzato come stabilimento industriale per il collaudo di siluri nell'ambito del silurificio di Baia.
Nel 1939 invece fu minato il ponte e la galleria che collegano lo scoglio alla terraferma.
Negli anni 60 del novecento l'isolotto, concesso a tempo determinato ad un privato, è diventato attrazione turistica, offrendo ai turisti la possibilità di ammirare reperti storici e un fondale marino da esplorare.
Nel 2019, dopo circa 10 anni di totale abbandono, anche il ponte che collegava l'isolotto con la terraferma è crollato a causa delle forti mareggiate.
Nel 2023, tutte le parti del ponte sono andate perdute.

## Conformazione geologica
L'isolotto è costituito da un materiale tipico dei Campi Flegrei: la pozzolana, la cui estrazione ne ha causato una riduzione dell'altezza di 16 metri.